# Manic Pixie Dream Girl
Una manic pixie dream girl, término también conocido como MPDG, es un personaje tipo en películas. El crítico de cine Nathan Rabin, quien acuñó el término después de ver a Kirsten Dunst en Elizabethtown (2005), describe MPDG como "esa criatura cinematográfica burbujeante y superficial que sólo existe en la febril imaginación de escritores-directores sensibles para enseñar a las jóvenes almas depresivas a abrazar la vida y sus infinitos misterios y aventuras". Se dice que las MPDG ayudan al personaje principal, generalmente hombres con un interés romántico hacia ellas, a realizarse sin perseguir su propia felicidad, y estos personajes nunca crecen.

## Ejemplos
Las MPDG suelen ser personajes estáticos con excéntricas peculiaridades de carácter, y son descaradas. Invariablemente, sirven de interés romántico para un protagonista masculino —a menudo melancólico o deprimido—. Buenos ejemplos son el personaje de Natalie Portman en la película Garden State, escrita y dirigida por Zach Braff, y asimismo, del personaje de Kate Hudson en Almost Famous, Penny Lane, se ha dicho que es una MPDG.
Rabin apunta al personaje de Katharine Hepburn en Bringing Up Baby (1938) como uno de los primeros ejemplos del arquetipo; más adelante los ejemplos se incluyen a Audrey Hepburn en Breakfast at Tiffany's (1961), El personaje de Goldie Hawn en Cactus Flower y Butterflies Are Free, y el de Barbra Streisand en What's Up, Doc (1972).
El podcast Filmspotting creó una lista de "Top Five Manic Pixie Dream Girls"; Nathan Rabin apareció como invitado y ha creado su propia lista, separada de MPDG. Entre los que se incluyeron fueron Catherine (Jeanne Moreau) en Jules and Jim, Jean (Barbara Stanwyck) en The Lady Eve, Sugar (Marilyn Monroe) en Some Like It Hot, y Gerry Jeffers (Claudette Colbert) en The Palm Beach Story.
El personaje de Maude en Harold and Maude (1971) de Hal Ashby ha sido citado como un ejemplo de Manic Pixie Dream Girl.
Más recientemente, Summer de (500) Days of Summer (2009) interpretado por Zooey Deschanel o el personaje de Joi, en Blade Runner 2049 (2017), interpretado por Ana de Armas suponen ejemplos contemporáneos de MPDG donde no solo los creadores de las películas fantasean con mujeres así, sino que esa fijación se refleja también en sendos protagonistas: Tom (Joseph Gordon-Levitt) y K (Ryan Gosling) respectivamente.
En Nuestros amantes (2016), de Miguel Ángel Lamata, Carlos (interpretado por Eduardo Noriega) traduce «Manic pixie dream girl» como «Hada chalada de los sueños», pasando «Hada Chalada» a ser el nombre de Irene (interpretada por Michelle Jenner) en el juego que ambos personajes juegan a lo largo de toda la película.